# 天琴座δ星團
天琴座δ星團是一個稀疏的疏散星團，位於北天星座的天琴座，距離地球1,220光年。因為天琴座δ2位於星團的中心，因此得名。遲至1959年美國天文學家查爾斯·B·史蒂芬森才首先懷疑這是個星團，後來德國天文學家Werner Bronkalla在1963年得出不是星團的結論。然而，隨後由美國天文學家奧林·艾根領導，在帕洛馬山天文台和威爾遜山天文台進行的光度觀測都證明有恆星群聚的星團，而且至少有33顆亮度在5.5等以內的成員。
這個星團跨越的角直徑為20弧秒，視星等為4.5等。星團的潮汐半徑是38 ly（11.5 pc），並且估計加起來的總質量是589太陽質量。依據估計的年齡和其穿越空間的運動，可可能與古爾德帶有所關聯。它包含一顆大陵五型變星：BD+36° 3317，是一個光譜聯星系統。因為它的軌道平面幾乎朝向我們地球的視線方向，因此有規律地發生食的現象。